# Orel (ort i Tjeckien)
Orel är en ort i Tjeckien.   Den ligger i regionen Pardubice, i den centrala delen av landet, 100 km öster om huvudstaden Prag. Orel ligger 275 meter över havet och antalet invånare är 677.
Terrängen runt Orel är platt åt nordost, men åt sydväst är den kuperad.Runt Orel är det ganska tätbefolkat, med 72 invånare per kvadratkilometer. Närmaste större samhälle är Pardubice, 14,2 km norr om Orel. Omgivningarna runt Orel är en mosaik av jordbruksmark och naturlig växtlighet.